# Con gusto a rabia
Con gusto a rabia es una película argentina que se estrenó el 5 de mayo de 1965. Fue dirigida por Fernando Ayala sobre un guion que escribió en colaboración con Luis Pico Estrada, Carlos Itzcovich y Jorgelina Aráoz y tiene como principales protagonistas a Mirtha Legrand, Alfredo Alcón, Jorge Barreiro, Víctor Catalano, Maurice Jouvet, Marcela López Rey, Mónica Mihanovich, Margarita Palacios y Ricardo Trigo. El filme es un drama policial que está parcialmente inspirado en el asalto al Policlínico Bancario ocurrido en Buenos Aires el 29 de agosto de 1963 e incluyó escenas rodadas en el lugar donde ocurrió ese hecho.	

## Sinopsis
Una señora burguesa tiene un romance con un joven estudiante de medicina revolucionario e idealista que participa en el asalto a un hospital.	

## Reparto
- Mirtha Legrand …	Ana
- Alfredo Alcón ...	Diego Correa
- Marcela López Rey …	Teresa
- Jorge Barreiro …Ramón
- Ricardo Areco …Sebastián
- Maurice Jouvet …Profesor
- Jorge Larrea …Aníbal
- Ricardo Trigo …Milani
- Horacio Nicolai …Ernesto
- Carlos Daniel Reyes …Manuel
- Margarita Palacios …Ella misma
- Mónica Mihanovich…	Elena
- Eithel Bianco
- Orestes Soriani…	Sereno
- Víctor Catalano
- Willy Wullich…Estudiante

## Críticas
La crónica del diario La Prensa decía que “es un film de categoría que supera el nivel común del cine argentino con notas de pleno acierto.” El crítico King en el diario El Mundo opinó que “Más romance que problema social (…) Un saldo favorable como manifestación de cine claramente expresado, con un juego de imágenes decorosamente ambientado y una interpretación igualmente aceptable” El comentario de Raúl Manrupe, Raúl y María Alejandra Portela expresaba: “En el marco de un hecho real (el asalto al Policlínico Bancario por una organización política juvenil) una historia de amor intersocial y casi intergeneracional. El romance prima sobre lo real, y lo sensacionalista sobre el testimonio en este film fallido de Ayala”